# Carpocorini
A Carpocorini a félfedelesszárnyúak (Hemiptera) rendjében a poloskák (Heteroptera) alrendjébe sorolt címerespoloska-alkatúak (Pentatomomorpha) öregcsalád egyik nemzetsége mintegy száz nemmel.

## Rendszerezésük
A taxonok elkülönítésének nehézségei miatt a címeres poloskák (Pentatomidae) tagolása általában bizonytalan, de azt, hogy mely nemek tartoznak ebbe a nemzetségbe, a szakirodalom többé-kevésbé egységesen ítéli meg. Egyes rendszerekben a taxont alnemzetségekre tagolják, azonban pl. az ITIS rendszeréből az egész nemzetség hiányzik.
A nemek jegyzékét a Wikispecies összesítése alapján közöljük,

## Ismertebb hazai fajok
- közönséges gyümölcspoloska (Carpocoris pudicus)
- bogyómászó poloska (Dolycoris baccarum)